# آنتونیو فلاویو
 آنتونیو فلاویو آیرس دوس سانتوس (به پرتغالی: Antônio Flávio Aires dos Santos) مهاجم اهل برزیل است که در شهر Brejinho de Nazaré و در تاریخ ۵ ژانویهٔ ۱۹۸۷ به دنیا آمده‌است.
آنتونیو فلاویو در تیم‌های فوتبال Santo André سابقهٔ حضور دارد.